# Dieter Athenstedt
Robert Siegfried Dieter Athenstedt (* 9. Oktober 1922 in Leipzig; † 8. Oktober 2015 ebenda) war ein deutscher Fechter und Fechttrainer.

## Leben und Karriere
Dieter Athenstedt wurde 1922 als erstes von zwei Kindern eines Kolonialwarenhändlers und einer Hausfrau geboren. Als Sechsjähriger begann er, von seinem Großvater finanziell unterstützt, mit dem Fechtsport. Unter seinem Lehrer Harry Brinkmann trainierte Athenstedt mindestens zweimal wöchentlich in allen drei Waffengattungen, Florett, Degen und Säbel. Später schloss er eine Ausbildung zum Autoschlosser ab.
Als Kämpfer des TSV 1867 Leipzig wurde er 1938 beim Deutschen Turn- und Sportfest in Breslau mit der sächsischen Auswahlmannschaft Deutscher Jugendmeister. 1939 wiederholte die Mannschaft in Stuttgart ihren Erfolg, wurde 1940 in Dresden Vizemeister und 1941 in der Besetzung Athenstedt, Kneip, Ott und Albrecht wiederum in Stuttgart Jugendmeister. 1939 entschied Athenstedt außerdem die Einzelkonkurrenz für sich. 1940 platzierte sich der Leipziger bei den Deutschen Meisterschaften der Erwachsenen unter den besten Acht, sodass er Mitglied der „Reichssonderklasse“ wurde. Eine mögliche Teilnahme an Olympischen Spielen verhinderte der Ausbruch des Zweiten Weltkrieges. Zwischen 1940 und 1944 war Athenstedt an der Ostfront stationiert und hielt sich über längere Zeit in der lettischen Hauptstadt Riga auf. 1943 wurde er (außer Konkurrenz kämpfend) dreifacher Lettischer Landesmeister. Nach zwischenzeitlicher Kriegsgefangenschaft in Frankreich trat Athenstedt 1950 der BSG Rotation Leipzig bei, wechselte jedoch wenig später zur BSG Empor Mitte Leipzig. Bis 1957 gewann er bei den DDR-Meisterschaften vier Einzeltitel und war nach Angaben des Vereins 18-mal mit der Mannschaft gemeinsam mit Herbert Beyrich, Werner Hörig und Rudi Kneip erfolgreich. Der Inhaber eines Fechtpasses nahm 1953 außerdem an den letzten gesamtdeutschen Meisterschaften teil; sein Sieg mit der westdeutschen Mannschaft bei einem Freundschaftsturnier führte zu einer einjährigen Sperre Athenstedts.
Nach dem erfolgreichen Absolvieren der Trainerfakultät an der Deutschen Hochschule für Körperkultur in den Jahren 1951 und 1952 arbeitete Athenstedt bei verschiedenen Vereinen als Trainer und Funktionär. Zunächst war er als Experte der BSG Empor Mitte Leipzig in Vereinen der Deutschen Demokratischen Republik tätig. Ab 1960 arbeitete er zwei Jahre lang als Trainer der Mannschaft Moderner Fünfkampf im SC DHfK Leipzig, ehe er 1962 zum Verbandstrainer der DDR in Berlin berufen wurde. Dieses Amt übte er bis 1965 und erneut zwischen 1969 und 1970 aus. Außerdem trainierte er im Vorfeld der Olympischen Spiele 1968 von 1965 bis 1969 die Fechtmannschaften des SC DHfK Leipzig; die Degenmannschaft erreichte in Mexiko-Stadt den fünften Rang. Zwischen 1970 und 1973 arbeitete Athenstedt in Berlin als Trainer der Fechtmannschaften der Sportvereinigung Dynamo, ehe er 1973 seine letzte Arbeitsstelle als Bezirkstrainer Fechten in Leipzig annahm. 1987 ging Athenstedt in Rente.
Dieter Athenstedt war zweimal verheiratet und hat zehn Kinder. Er starb am 8. Oktober 2015 im Alter von 92 Jahren in Leipzig.